# 殺虎口關
殺虎口關，為清朝設置於山西殺虎口的一處稅關，先後由戶部、工部管轄，主要徵收木稅。

## 沿革
清初於殺虎口設戶部稅關，由殺虎口監督1員管理。康熙元年（1662年）規定專派滿洲司員充任。殺虎口關在南門、河口、黃甫川邊口、黃甫川城內、朔平府城東西南北四門、馬市等處設口岸征稅。額定年徵銀15,414兩有奇，有超徵也照實解送戶部。
康熙四十一年（1702年）兼收大青山木稅，改由工部管理。乾隆四年（1739年）定歸化城木稅也歸殺虎口徵收。乾隆五十八年（1793年）開放山西得勝口商路，亦由殺虎口監督兼管稽徵。
殺虎口本關每年徵木稅銀7,200兩、歸化城落地木稅銀446兩、武元城木稅銀1,231兩有奇，贏餘銀2兩，皆按照戶部定價折銀毎兩三分徵收。